# نهر پشته
نهرپشته روستایی است از توابع شهرستان کمیجان در استان مرکزی قرار دارد. .

## مشخصات منطقه ای
روستای نهرپشته طبق تقسیمات اخیر کشوری، ازتوابع شهرستان کمیجان می‌باشد . این روستا بامختصات جغرافیایی ۴۹ درجه و ۳۴ دقیقه طول شرقی و ۵۷ درجه و ۴۳ دقیقه عرض شمالی در شمال غربی استان مرکزی قراردارد.

## جمعیت
طبق سرشماری مرکز آمار ایران، جمعیت نهرپشته در سال ۱۳۸۵ برابر با 500نفر بوده‌است. این روستا100 خانوار دارد.